# Bukowa Góra (województwo świętokrzyskie)
Bukowa Góra – zniesiona osada leśna w Polsce położona w województwie świętokrzyskim, w powiecie włoszczowskim, w gminie Krasocin.
Nazwa z nadanym identyfikatorem SIMC występuje w zestawieniach archiwalnych TERYT z 1999 roku.
Miejscowość została zniesiona z dniem 1 stycznia 2015.